# Fausse équerre
Pour les articles homonymes, voir Sauterelle.

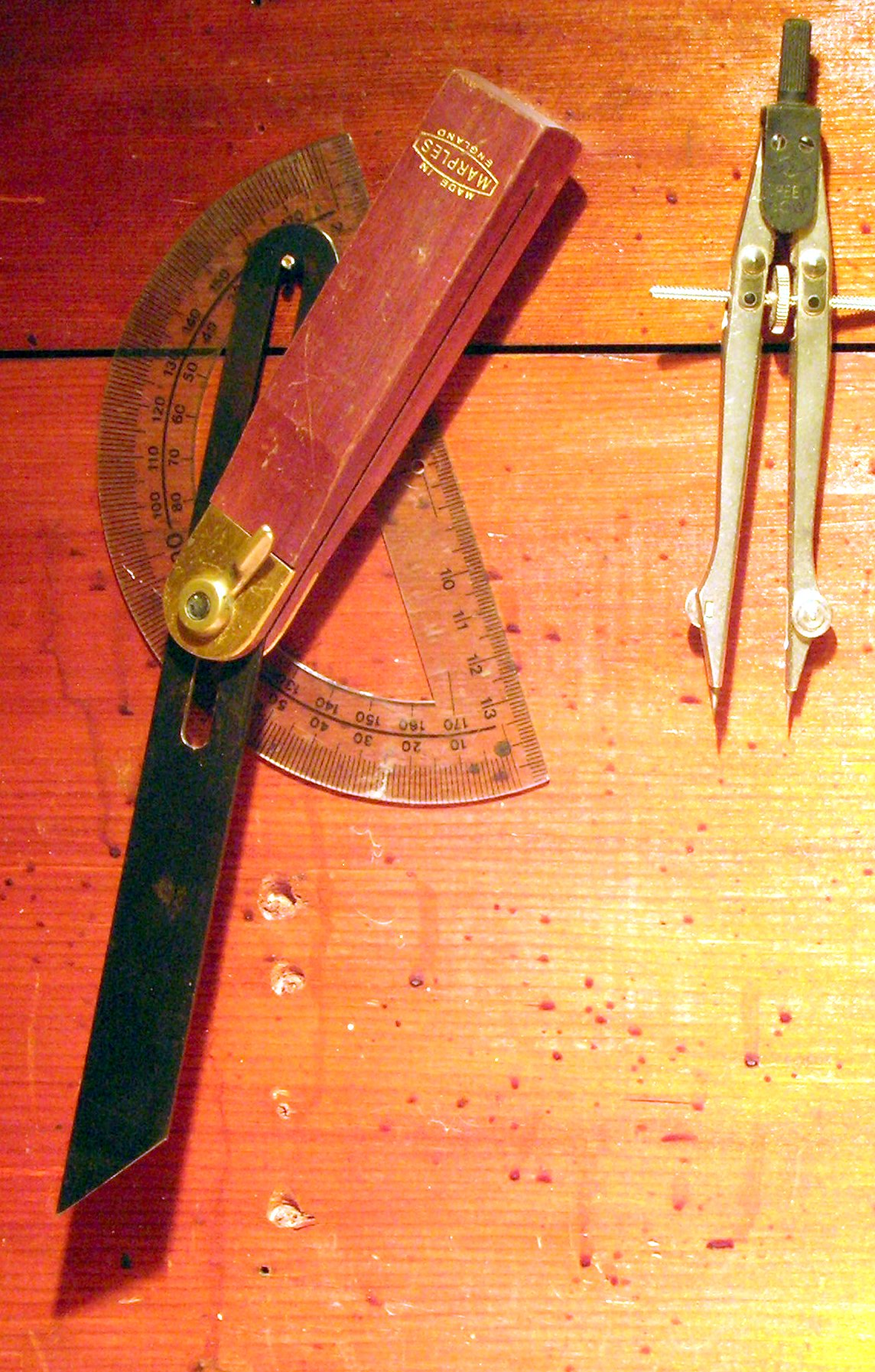
Fausse équerre avec un rapporteur et un compas.

La fausse équerre ou sauterelle est une équerre mobile, composée de deux règles de même longueur et assemblées, par l'un de leurs bouts, en charnière, comme un compas, de sorte que les deux éléments étant mobiles, elle sert à prendre et tracer toutes sortes d'angles. La sauterelle graduée est une variante qui, autour du centre de l'un des éléments, d'équerre avec celui-ci, a un demi-cercle divisé en 180 degrés. On appelle également cette équerre Récipiangle.